# S map〜SMAP 014
『S map 〜SMAP 014』（エス マップ〜）は、SMAPの13枚目のオリジナル・アルバム。 2000年10月14日にビクターエンタテインメントから発売された。

## 解説
ジャケットは青・赤・黄の3色で構成され、初回盤のプラスチックケースはそれら3色を用いた限定仕様となった。
初回盤にはオリジナルステッカーがセットされ、ステッカーの裏に記載されているURLにアクセスし、シリアルナンバーを打ち込むと、S map特製スクリーンセーバーがダウンロード出来る（現在は配布終了）。
ジャケットのデザインは佐藤可士和。本作以降のアルバムのジャケットデザインは、『SMAP AID』を除き全て佐藤が担当している。

## 収録曲
1. Theme of 014（inst.）
作曲・編曲:松本晃彦
2. Let It Be
作詞:相田毅 / 作曲・編曲:Face 2 fAKE
31stシングル
フジテレビ系「SMAP×SMAP」テーマソング
3. You're My Love
作詞:JIN / 作曲・編曲:JIN・Sadahiro Nakano
4. STOP!
作詞・作曲:児島啓介 / 編曲:知野芳彦
5. ジャラジャラJAPAN 〜for the Japanese〜
作詞:鈴木収 / 作曲:コモリタミノル・James Brown / 編曲:コモリタミノル
ジェームス・ブラウンも参加している。
6. 夏の風を忘れゆく様に - 中居正広・稲垣吾郎・香取慎吾
作詞・作曲:森たまき / 編曲:鈴木雅也
7. ラストシーン - 稲垣吾郎・草彅剛
作詞:樋口了一・市川喜康 / 作曲:樋口了一 / 編曲:河野伸
8. shiosai - 木村拓哉
作詞:黒須チヒロ / 作曲・編曲:河野伸
9. Happy Train
作詞:逢坂泰精 / 作曲・編曲:武藤星児
10. らいおんハート（014 Version）
作詞:野島伸司 / 作曲・編曲:コモリタミノル
32ndシングルのアルバムバージョンで、新たに再録されており、5人全員にソロパートが与えられている。歌割りが原曲とは大幅に異なっており、サビ前のソロを中居が、大サビ前のソロを木村がそれぞれ担当、この2人のソロパートが1番多い。
11. 愛の灯 〜君とメリークリスマス〜
作詞:ERIKO / 作曲:堀込高樹 / 編曲:冨田恵一

## テレビ出演
shiosai
- 『SMAP×SMAP』（2004年7月12日、関西テレビ・フジテレビ）
当回の音楽コーナー「Memorippies」のテーマ「SMAP SUMMER SONG」にて5人で披露。

愛の灯 〜君とメリークリスマス〜
- 『SMAP×SMAP』（2000年12月25日、関西テレビ・フジテレビ）
当回の音楽コーナー「S-Live」でメドレー内でテレビ初披露。